# Nadalj
Nadalj (serbocroata cirílico: Надаљ; húngaro: Nádalja) es un pueblo de Serbia perteneciente al municipio de Srbobran en el distrito de Bačka del Sur de la provincia autónoma de Voivodina.
En 2011 tenía 2008 habitantes. Cuatro quintas partes de los habitantes son étnicamente serbios y algo menos de la décima parte de la población está formada por magiares.
El pueblo fue fundado entre 1800 y 1801 en un terreno rústico de la Frontera Militar del Imperio Habsburgo. Sus primeros habitantes procedían del cercano pueblo de Čib. Desde sus orígenes fue un pueblo de mayoría étnica serbia.
Se ubica unos 10 km al sureste de la capital municipal Srbobran, sobre la carretera 115.